# Фіктивний атом
Фіктивний атом (англ. dummy atom, рос. фиктивный атом) — у квантовій хімії — точка у просторі, яка розглядається як уявний атом і введена з метою спрощення формального опису геометрії молекул, опису процесу переміщення атомів по шляху реакції або розташування вільної електронної пари на атомі. 